# Pachyrhizus tuberosus
Pachyrhizus tuberosus, comúnmente goiteño, nupe, chuín, jíquima, achipa o jacatupé, es una planta anual trepadora, enredadera con tallo envolvente, herbáceo, que alcanza hasta 6 m de longitud, con base leñosa. Hojas abundantes, trifoliadas, de color verde obscuro. Flores de color blanco, azulado o lila de 17 a 28 mm de longitud y pecíolos de 1 a 2 dm de largo, las inflorescencias se presentan en racimos compuestos. Vainas de las legumbres de 1 a 2 dm de largo y 14 a 23 mm de ancho; con fríjoles de color ladrillo, vino tinto o negro con motas marrón a crema, de 9 a 12 mm de largo y 10 a 12,4 mm de ancho, con un contenido de proteína del 32 por ciento, se consumen bien cocinados. Produce dos o más tubérculos, de 15 a 25 cm de longitud y 10 a 20 cm de diámetro, con pulpa blanca o amarilla con trazas violeta, suculentos y dulces, ricos en almidón y proteína (10 %), que son consumidos en forma fresca (cruda) o cocidos, aunque hay variedades propias para cada consumo. Cultivado rinde hasta 70 t  de tubérculo por ha.
En medicina tradicional se usa la decocción del tubérculo como diurético; la pasta de la pulpa fresca molida y calentada en aceite de almendras para aliviar afecciones de la piel; y la cáscara del tubérculo seca, pulverizada y aspirada, contra la rinitis y el dolor de cabeza.
En la semilla cruda hay presencia de rotenona, sustancia insecticida natural que la protege y que puede usarse en el manejo integrado de plagas, habiéndose demostrado la efectividad de la semilla molida en el control de trips (por ejemplo Frankliniella occidentalis), los pulgones y otros áfidos y las larvas de la mosca blanca. Al removerse los rotenoides y saponinas de la semilla es posible obtener un aceite de calidad, comparable al de maní o algodón, que puede utilizarse en la industria de alimentos.
Prospera en los bosques húmedos tropicales de Suramérica en suelos ácidos preferentemente arcillosos o limosos, con precipitación de 2.000 a 4.000 mm al año y temperaturas superiores a los 20 °C. Por su capacidad de fijar nitrógeno en el suelo su cultivo puede aprovechar muy bien los terrenos marginales, incluyendo los suelos empobrecidos en donde otros cultivos tienen bajo rendimiento. Es cultivado en las chagras de los indígenas de la Amazonia que practican la horticultura itinerante. Los expertos consideran que tiene gran potencial para su difusión ya que además de la legumbre y el tubérculo, sus hojas (20 a 24 % de proteína) y vainas pueden ser aprovechadas para la alimentación humana.
Especies cultivadas relacionadas con esta, son la jícama o xlcama, Pachyrhizus erosus, originaria de México y Centroamérica y actualmente producida también en Filipinas y el sudeste de Asia; y la ajipa o cotufa, Pachyrhizus ahipa, adaptada a las alturas de los Andes bolivianos. Además pertenecen al mismo género, las especies silvestres Pachyrhizus ferrugineus de México y Centroamérica y Pachyrhizus panamensis de Panamá, Colombia y Ecuador.